# Пропанидид
Пропанидид (Propanididum) — пропиловый эфир З-метокси-4-(N,N-диэтилкарбамоилметокси) фенилуксусной кислоты (производное фенилацетата по биохимической классификации) — наркозное средство ультракороткого действия, первоначально разработанное, представленное и введенное в употребление фирмой Bayer, но уже вскоре было снято с рынка из-за частых анафилактических реакций. Маслянистая жидкость светло-жёлтого света, нерастворимая в воде и в связи с этим требующая для внутривенного введения (в силу ультракороткого действия иное не подходит) растворения в специальном детергенте (поверхностно-активном веществе). Является средством, исключительно недолго просуществовавшим как активно применяемое средство для наркоза в связи с массой побочных эффектов.
В России изъят из оборота в связи с серьёзными побочными эффектами и высоким риском развития анафилактической и анафилактоидной[что?] реакции.
Несмотря на то, что вещество-детергент Cremophor EL, как было показано, вызывает анафилактические реакции у людей в нескольких случаях (как при внутривенном, так и пероральном введении), все еще обсуждается вопрос о том, мог ли сам пропанидид способствовать этим реакциям. Утверждалось, что токсические эффекты или реакции на пропанидид были вызваны самими лекарствами. Было зарегистрировано несколько случаев негативных реакций для разных лекарств с использованием Cremophor EL в качестве солюбилизатора. Это говорит о том, что негативные реакции были вызваны в основном кремофором, а не самими лекарственными веществами.

## Общая информация
Пропанидид — средство для внутривенного наркоза сверхкороткого действия. Наркотический эффект после внутривенного введения развивается через 20-40 с. Хирургическая стадия наркоза продолжается 3-5 мин. Наркоз наступает без стадии возбуждения. Сознание восстанавливается через 2-3 мин после окончания хирургической стадии наркоза; через 20-30 мин действие препарата полностью проходит.
Применяют для кратковременного и вводного наркоза. Препаратом удобно пользоваться при кратковременных операциях в амбулаторных условиях и при диагностических исследованиях (аборт, биопсия, вправление вывихов, репозиция отломков костей, снятие швов, катетеризация, бронхоскопия и бронхография, удаление зубов и др.).
Вводят препарат внутривенно (медленно), обычно в одном шприце с 10 процентным раствором хлористого кальция, средняя доза 5-10 мг/кг. Ослабленным больным и людям пожилого возраста вводят 3-4 мг/кг, взрослым — в виде 5 % раствора, пожилым и истощённым больным, а также детям — в виде 2,5 % раствора.
Для продления действия можно повторить инъекции препарата (1-2 раза); при повторных инъекциях дозу уменьшают до 2/3-3/4 первоначальной.
Имеются данные и применении сомбревина для водного наркоза при кесаревом сечении в дозе 10-12 мг/кг с одновременной ингаляцией закиси азота и кислорода (в соотношении 1:1 или 2:1). Основной наркоз проводят смесью закиси азота с кислородом.
При использовании пропанидида могут возникнуть аллергические реакции, тахикардия, тошнота, икота, мышечные подергивания, повышенное потоотделение, гиперемия и болезненность при введении, тромбофлебит; гипервентиляция легких с последующим угнетением дыхания, бронхоспазм.
Пропанидид метаболизируется в печени. Продукты метаболизма выделяются почками.
С особой осторожностью и строго индивидуально, следует применять пропанидид у детей в возрасте до 4 лет и у лиц старше 60 лет с недостаточностью кровообращения или гипертензией.
Препарат противопоказан при шоке, поражениях печени, недостаточности почек. Осторожность нужна при нарушениях коронарного кровообращения, декомпенсации сердечной деятельности, выраженной гипертензии.